# Station Viladecans
Viladecans is een station van de Rodalies Barcelona. Het is gelegen in de gemeente Viladecans.
Men kan overstappen op de bus en kan gebruikmaken van de parkeerplaats.

## Lijnen
| Eindbestemming                 | Vorig station | Lijn | Volgend station      | Eindbestemming    |
| ------------------------------ | ------------- | ---- | -------------------- | ----------------- |
| Castelldefels                  | Gavà          |      | El Prat de Llobregat | Maçanet-Massanes  |
| Station Sant Vicenç de Calders | Gavà          |      | El Prat de Llobregat | Granollers Centre |